# Сталий розвиток

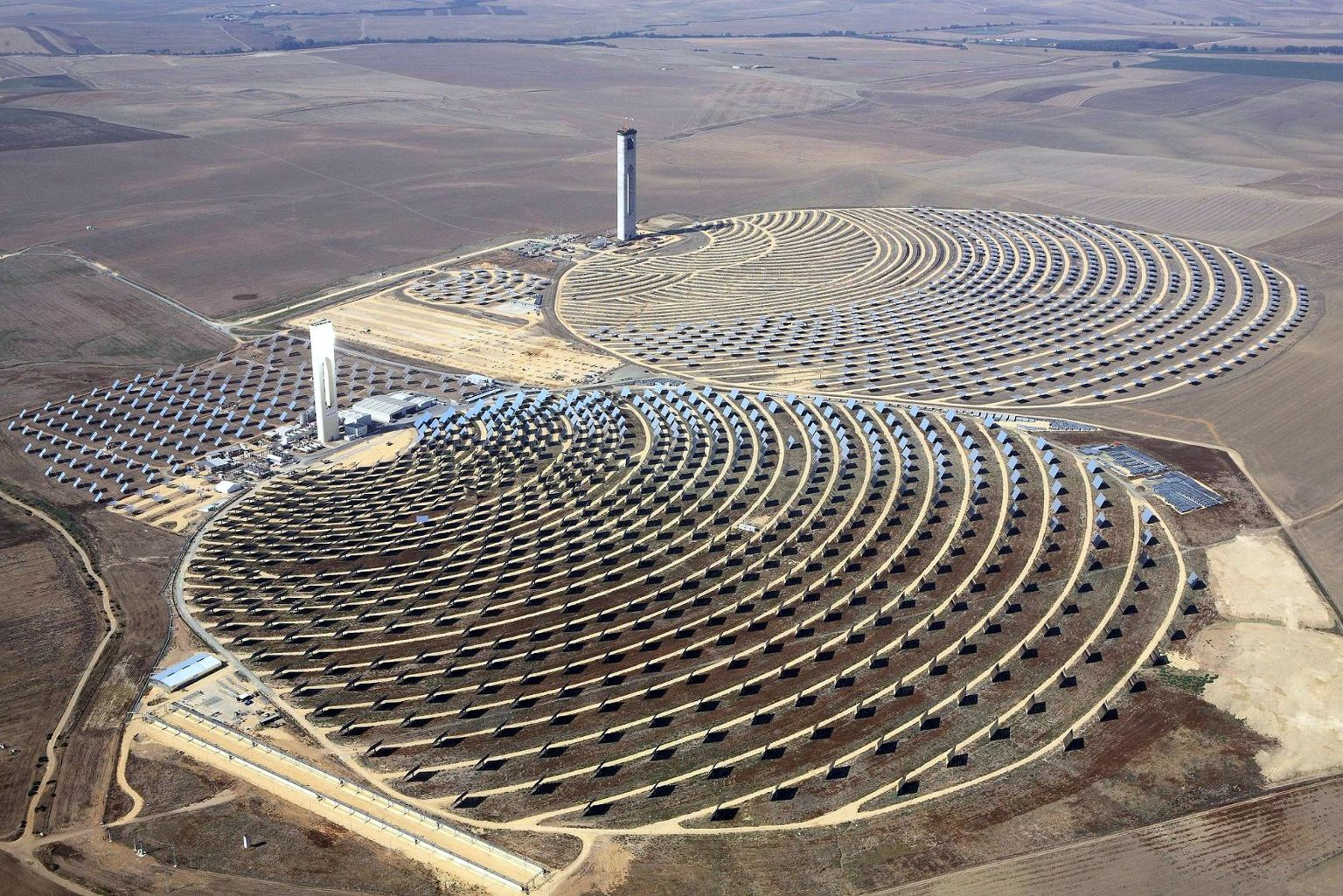
Енергетичні сонячні вежі перероблюють природний ресурс Сонця і є джерелом відновлюваної енергії. На фото: сонячні вежі PS10 та PS20

Сталий розвиток (англ. sustainable development) — загальна концепція щодо необхідності встановлення балансу між задоволенням сучасних потреб людства і захистом інтересів майбутніх поколінь, включаючи їх потребу в безпечному і здоровому довкіллі. Як сформулювала визначення сталого розвитку у своїй доповіді Комісія Брундтланд, це «розвиток, який задовольняє потреби нинішнього покоління без шкоди для можливості майбутніх поколінь задовольняти свої власні потреби».

## Вступ
Ряд теоретиків і прихильників сталого розвитку вважають його найперспективнішою ідеологією 21 століття і навіть усього третього тисячоліття, яка, з поглибленням наукової обґрунтованості, витіснить усі наявні світоглядні ідеології, як такі, що є фрагментарними, неспроможними забезпечити збалансований розвиток цивілізації.
Сталий розвиток — це систематично керований розвиток. Основою його керованості є системний підхід та сучасні інформаційні технології, які дозволяють дуже швидко моделювати різні варіанти напрямків розвитку, з високою точністю прогнозувати їх результати та вибрати найбільш оптимальний.
Водночас з'явились дослідження американського вченого Н. Джорджеску-Рогена, який пов'язує розвиток економіки з природними обмеженнями та робить спроби поєднати термодинаміку з економікою довкілля. Дослідження Н. Джорджеску-Рогена проводились незалежно від К. Боулдинга, який у 1966 р. був визнаний за обґрунтування довкільних проблем принципу рівноваги речовини, а також від Г.Айреса і Л.Кохрсена, які використовували підхід балансу матеріалів та вхідних і вихідних системах.
Варто відзначити, що досягнення оптимального варіанту розвитку декларують ряд країн, у кожної країни свій шлях розвитку. В одних цей шлях «тільки починається, у інших вже розпочався, треті вже стали на шлях сталого економічного розвитку (США, Японія, країни Європейського Союзу)». Існує багато і таких країн, яким не до сталого розвитку і вони його не сприймають. На перше місце вони ставлять одну стратегічну мету — вижити. Саме такі країни провокують загрози, що поширюються до інших держав та їхніх регіонів. Досягти сталого розвитку регіонів надзвичайно важко, адже близьке сусідство з іншими державами формує загрозу екологічної небезпеки, а глобалізація, що стрімко набрала обертів, сприяє утворенню та загостренню економічних та соціальних небезпек, що зрештою торкаються регіонального розвитку.

## Особливості перекладу
Термін «сталий розвиток» є офіційним українським відповідником англійського терміна «англ. sustainable development», дослівний переклад якого з урахуванням контексту може бути «життєздатний розвиток», а за сенсом — «самопідтримуваний розвиток», інколи цей термін тлумачать як всебічно збалансований розвиток. За визначенням Комісії ООН зі сталого розвитку, його мета — задовольняти потреби сучасного суспільства, не ставлячи під загрозу здатність майбутніх поколінь задовольняти свої потреби. Теорія сталого розвитку є альтернативою парадигмі економічного зростання, яка ігнорує екологічну небезпеку від розвитку за екстенсивною моделлю.

## Парадигма

Триєдина концепція стійкого розвитку

Парадигма сталого розвитку містить вимоги до захисту довкілля, соціальної справедливості, відсутності расової та національної дискримінації і спрямована на підвищення рівня життя населення. У країнах, де на державному рівні зазначені вимоги ігноруються, в поняття сталого розвитку намагаються вкласти «зручний» зміст, вихолощуючи справжній. Так, в Україні термін «сталий розвиток» часто вживають для означення лише неухильного зростання економічних показників країни, її регіонів, міст, сіл і окремих галузей економіки. Інколи до цього додають здійснення безсистемних заходів щодо збереження довкілля та поліпшення санітарних умов проживання й праці людей. Таке тлумачення терміна розкритиковане Ґ. Дейлі і є не лише грубою помилкою, а і його профанацією.

## Базові концепції
Концепція сталого розвитку ґрунтується на п'яти головних принципах:
1. Людство дійсно може надати розвитку сталого і довготривалого характеру, для того щоб він відповідав потребам людей, що живуть зараз, не втрачаючи при цьому можливості майбутнім поколінням задовольняти свої потреби.
2. Обмеження, які існують в галузі експлуатації природних ресурсів, відносні. Вони пов'язані з сучасним рівнем техніки та соціальної організації, а також із здатністю біосфери до самовідновлення.
3. Необхідно задовольнити елементарні потреби всіх людей і всім надати можливість реалізувати свої надії на благополучне життя. Без цього сталий і довготривалий розвиток просто неможливий. Одна з головних причин виникнення екологічних та інших катастроф — злидні, які стали у світі звичайним явищем.
4. Необхідно узгодити стан життя тих, хто користується надмірними засобами (грошовими і матеріальними), з екологічними можливостями планети, зокрема щодо використання енергії.
5. Розміри і темпи росту населення повинні бути узгоджені з виробничим потенціалом глобальної екосистеми Землі, що змінюється.

### Приклади впровадження концепції
- Будівництво доріг, будівель має супроводжуватися відповідним зростанням зелених насаджень, щоб не погіршувати стан довкілля.
- Зростання виробництва зерна не повинно супроводжуватися виснаженням чи іншим погіршенням стану ґрунту.
- Видобування корисних копалин (наприклад, металевих руд, вугілля) має супроводжуватися створенням підприємств, що не залежать від цього видобутку, щоб після вичерпання майбутні покоління (а часто й сучасні) не мали економічних проблем.
- У приватному сенсі — заробітна плата повинна компенсувати витрати на відновлення здоров'я, погіршене через виконання роботи.
- Медичні препарати та хірургічні операції повинні не лише вирішувати наявну проблему, а й не спричиняти погіршення стану здоров'я пацієнта у майбутньому, часто це передбачає і здоров'я наступних поколінь.

### Складові концепції сталого розвитку
Концепція сталого розвитку з'явилася в результаті об'єднання трьох основних складових: економічної, соціальної та екологічної.

#### Економічна складова
Економічний підхід до концепції стійкого розвитку заснований на теорії максимального потоку сукупного доходу Хікса-Ліндаля, який може бути зроблений за умови, принаймні, збереження сукупного капіталу, за допомогою якого і здійснюється цей дохід. Ця концепція передбачає оптимальне використання обмежених ресурсів і використання екологічних — природо-, енерго- і матеріало-зберігаючих технологій, включаючи видобуток і переробку сировини, створення екологічно прийнятної продукції, мінімізацію, переробку і знищення відходів.
Однак при вирішенні питань про те, який капітал повинен зберігатися (наприклад, фізичний або природний, чи людський капітал) і якою мірою різні види капіталу є взаємозамінними, а також при вартісній оцінці цих активів, особливо екологічних ресурсів, виникають проблеми правильної інтерпретації і розрахунку. З'явилися два види стійкості — слабка, коли мова йде про не зменшуваний в часі природний та виробничий капітал, і сильна — коли повинен не зменшуватися природний капітал (причому частина прибутку від продажу невідновних ресурсів повинна спрямовуватися на збільшення цінності відновлюваного природного капіталу).

#### Соціальна складова
Соціальна складова стійкості розвитку орієнтована на людину і спрямована на збереження стабільності соціальних і культурних систем, в тому числі, на скорочення числа руйнівних конфліктів між людьми. Важливим аспектом цього підходу є справедливий розподіл благ. Бажано також збереження культурного капіталу і різноманіття в глобальних масштабах, а також повніше використання практики стійкого розвитку, наявної в не домінуючих культурах. Для досягнення стійкості розвитку, сучасному суспільству доведеться створити ефективнішу систему ухвалення рішень, що враховує історичний досвід і заохочує плюралізм. Важливо досягнення не тільки внутрішньо, а й міжпоколінної справедливості. У рамках концепції людського розвитку людина є не об'єктом, а суб'єктом розвитку. Спираючись на розширення варіантів вибору людини як головну цінність, концепція сталого розвитку передбачає, що людина повинна брати участь у процесах, які формують сферу її життєдіяльності, сприяти прийняттю і реалізації рішень, контролювати їх виконання.

#### Екологічна складова
З екологічної точки зору, сталий розвиток має забезпечувати цілісність біологічних і фізичних природних систем. Особливе значення має життєздатність екосистем, від яких залежить глобальна стабільність всієї біосфери. Більш того, поняття «природних» систем і ареалів проживання можна розуміти широко, включаючи в них створене людиною середовище, таке як, наприклад, міста. (див. Стале місто) Основна увага приділяється збереженню здібностей до самовідновлення і динамічної адаптації таких систем до змін, а не збереження їх у деякому «ідеальному» статичному стані. Деградація природних ресурсів, забруднення довкілля і втрата біологічного розмаїття скорочують здатність екологічних систем до самовідновлення.

#### Єдність концепцій
Узгодження цих різних поглядів та їх переклад на мову конкретних заходів, які є засобами досягнення сталого розвитку — завдання величезної складності, оскільки всі три елементи сталого розвитку повинні розглядатися збалансовано. Важливі також і механізми взаємодії цих трьох концепцій. Економічний і соціальний елементи, взаємодіючи один з одним, породжують такі нові завдання, як досягнення справедливості всередині одного покоління (наприклад, щодо розподілу доходів) та надання цілеспрямованої допомоги бідним верствам населення. Механізм взаємодії економічного та екологічного елементів породив нові ідеї щодо вартісної оцінки та інтерналізації (обліку в економічній звітності підприємств) зовнішніх впливів на довкілля. Нарешті, зв'язок соціального та екологічного елементів викликала інтерес до таких питань як внутрішньопоколінна і міжпоколінна рівність, включаючи дотримання прав майбутніх поколінь, та участі населення в процесі прийняття рішень.

#### Індикатори
Важливим питанням у реалізації концепції сталого розвитку — особливо у зв'язку з тим, що вона часто розглядається як така що еволюціонує — стало виявлення її практичних і вимірюваних індикаторів. У цьому напрямку зараз працюють як міжнародні організації, так і наукові кола. Виходячи з вищевказаної тріади, такі індикатори можуть пов'язувати всі ці три компоненти і відображати екологічні, економічні та соціальні (включаючи психологічні, наприклад, сприйняття сталого розвитку) аспекти.
Стимулювання сталого розвитку на рівні регіональних систем
Комплекс заходів стимулюючого характеру сприятиме досягненню стану рівноважної регіональної системи і виходу із нерівноважного стану регіональної соціо-еколого-економічної системи. Під цим розуміється, що об'єктом стимулювання є сталий розвиток регіонів. Сталий розвиток — не є теперішнім станом регіональної системи, чи навіть національної. Натомість сталий розвиток регіону є перспективою, пріоритетом, до якого необхідно прагнути. Слід пам'ятати, що саме стимулюючі інструменти впливають на прагнення системи досягти сталого розвитку регіону і вийти із теперішнього стану регіональної системи. Зрозуміло, що будь-яка регіональна система прагне не допустити стану нерівноваги, проте через дію різних факторів (зовнішніх та внутрішніх) починання по досягненню сталого розвитку регіону можуть бути зупинені ще на початку. Тому стимулювати сталий розвиток необхідно: по-перше, на предмет досягнення сталого розвитку як стратегічної мети; по-друге, на предмет досягнення динамічної рівноваги регіональної СЕЕ системи; по-третє, на предмет досягнення оптимального співвідношення якісних та кількісних характеристик регіональної СЕЕ системи, а саме досягнення збалансованості сталого розвитку регіону; по-четверте, на предмет досягнення взаємозв'язку між соціальною, економічною та екологічною сферами регіону, тобто, досягнення гармонійності; по-п'яте, на предмет підтримання протягом тривалого терміну позитивних параметрів розвитку регіональної СЕЕ системи, а саме досягнення стабільності сталого розвитку регіону; по-шосте, на предмет активізації потенційних можливостей регіону нарощувати та ефективно використовувати конкурентні переваги у соціальній, економічній та екологічній сферах регіону, тобто, досягнення конкурентоспроможності регіону; по-сьоме, на предмет досягнення здатності регіональної СЕЕ системи до самовідтворення та недопущення дії дестабілізуючих чинників, а саме досягнення безпеки сталого розвитку регіону.
Стимул у регіональному вираженні виступає зовнішнім каталізатором розвитку регіональної СЕЕ системи, спрямованим на досягнення динамічної рівноваги регіону, а відтак і його сталого розвитку. Регіональна СЕЕ система не може існувати без стимулів розвитку, вона залежить від них. Особливо ця залежність посилюється на етапі погіршення ситуації в одній чи одночасно кількох сферах життєдіяльності. Стимули у цьому випадку матимуть як матеріальну форму (безпосередній прямий фінансовий вплив через інвестиції), так і нематеріальну форму (опосередкований непрямий вплив через дозволи та угоди). Стимули регіонального розвитку, на відміну від мотивів, є усвідомленими, цілеспрямованими конкретними заходами, що спонукають до дії. Дія стимулу пов'язана не тільки з прямим впливом на діяльність господарюючих структур регіону, але й з демонстрацією конкретного втілення. Іншими словами, стимули впливають на систему, вимагаючи досягнення результату з високою ефективністю. Стимул регіону передбачає задіяння (залучення) зовнішніх впливів на регіональну систему для досягнення сталого розвитку регіону. Крім того, стимулювання сталого розвитку регіону буде означати процес активізації спонукань державними і регіональними органами влади регіональної соціо-еколого-економічної системи, спрямованих на досягнення сталого розвитку регіону.
Економічна сфера розвитку регіональних систем за першооснову ставить задоволення економічних потреб. Під впливом економічної потреби, наприклад, нестачі фінансових ресурсів у регіоні, формується відповідний економічний інтерес господарюючих структур. Тобто шукається спосіб, інструмент, метод для задоволення потреби. Інтерес породжує як внутрішнє бажання задовольнити економічну потребу всередині регіональної системи (економічний мотив), так і зовнішнє (економічний стимул). Під дією стимулювання та мотивування здійснюється активна діяльність суб'єктів сталого розвитку регіону з досягнення конкретної цілі. Проте активну діяльність не так легко проводити, оскільки на шляху досягнення виникають різноманітні перепони: зовнішні (позасистемні) та внутрішні (системні). Тому, іноді доводиться чекати на впровадження активних дій до регіональної системи з досягнення економічної цілі (надходження коштів). Тобто, стимули та мотиви повинні діяти і по відношенню до суб'єктів, а не лише до об'єктів сталого розвитку регіону. У тому разі, коли економічну ціль досягнуто, автоматично система спрацьовує на зародження нової економічної потреби, що спрямована на якісне чи кількісне покращення параметрів регіональної системи.

## Цілі сталого розвитку ООН

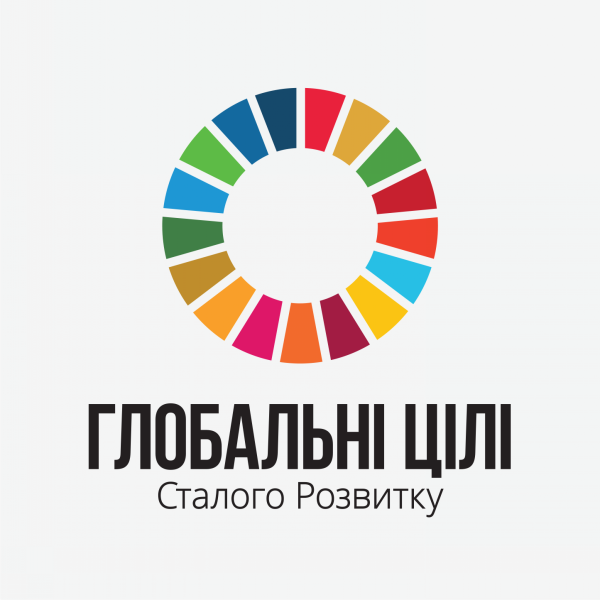
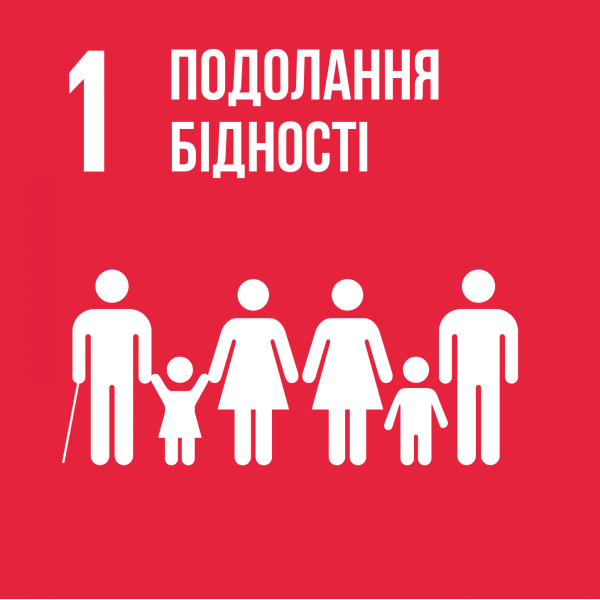
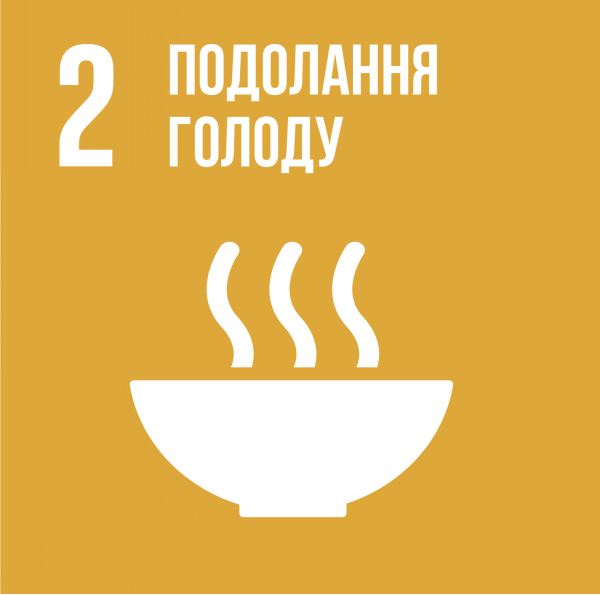
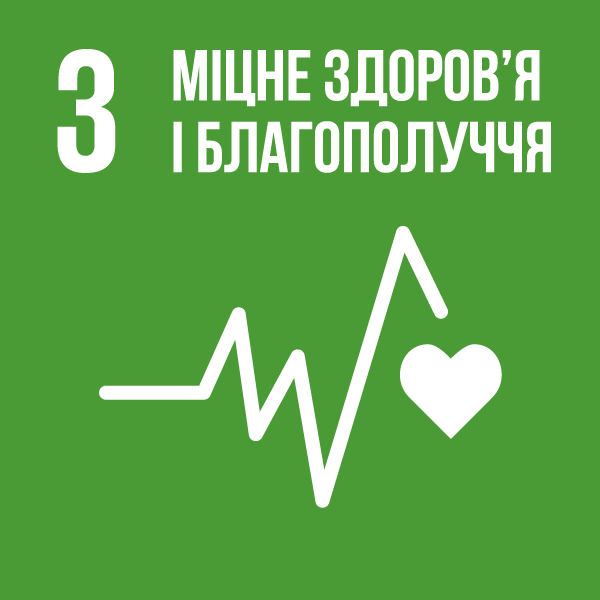
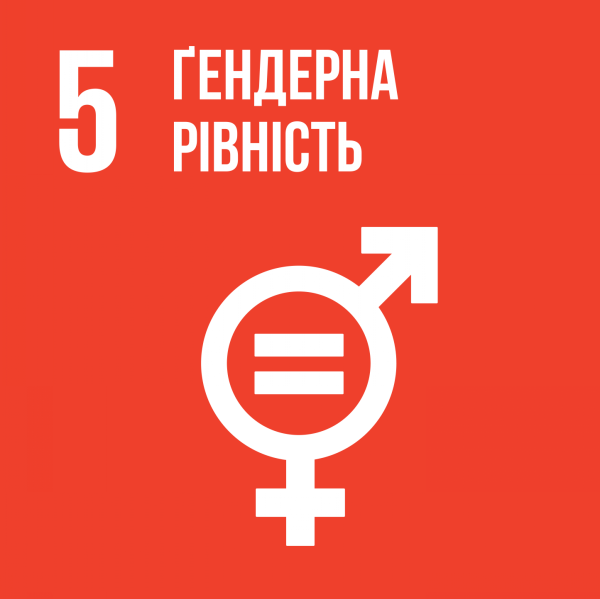
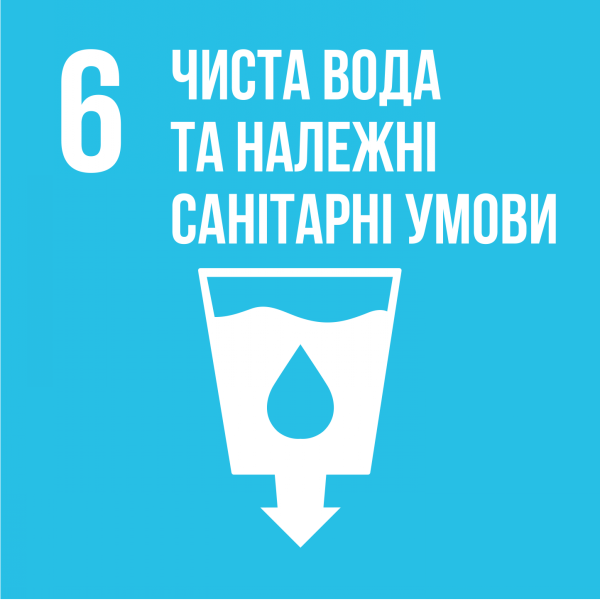
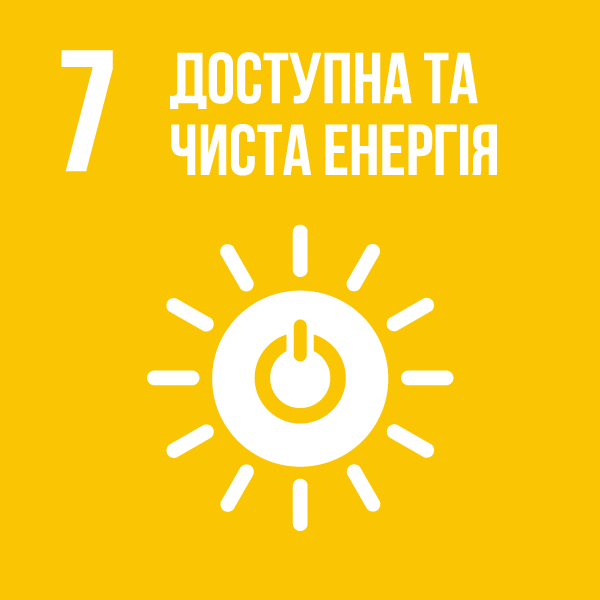
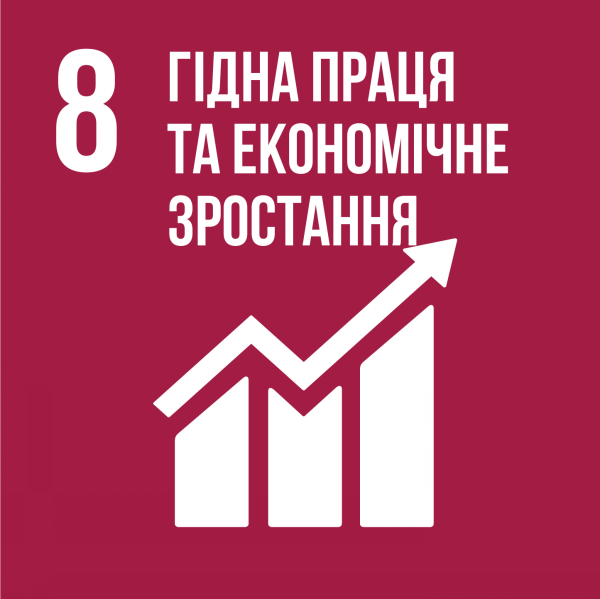
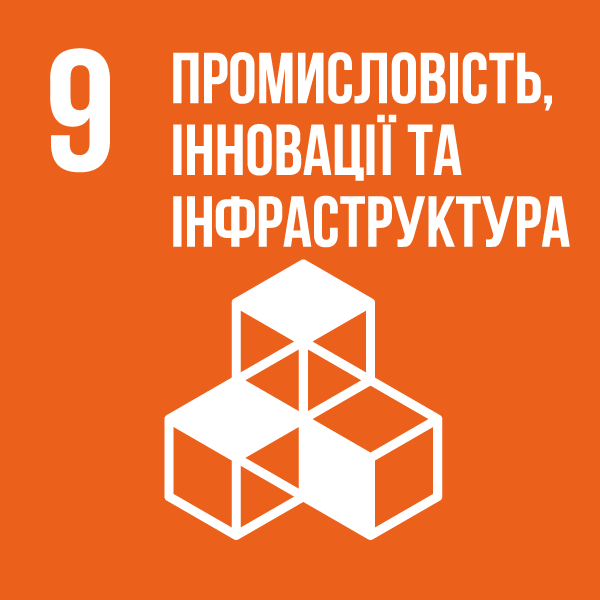
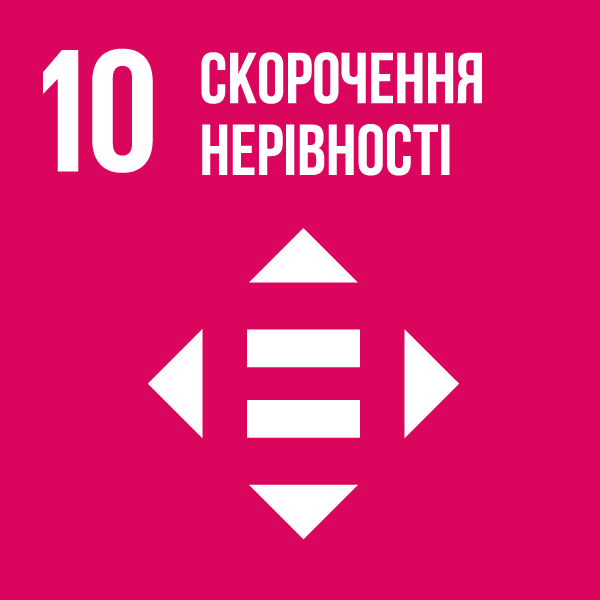
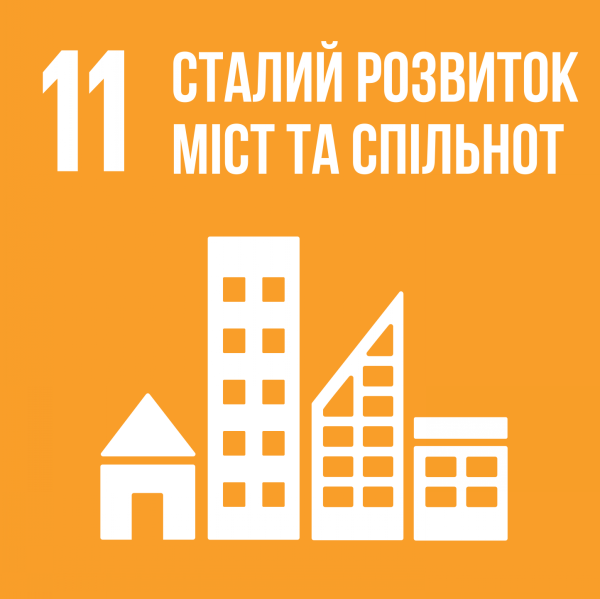
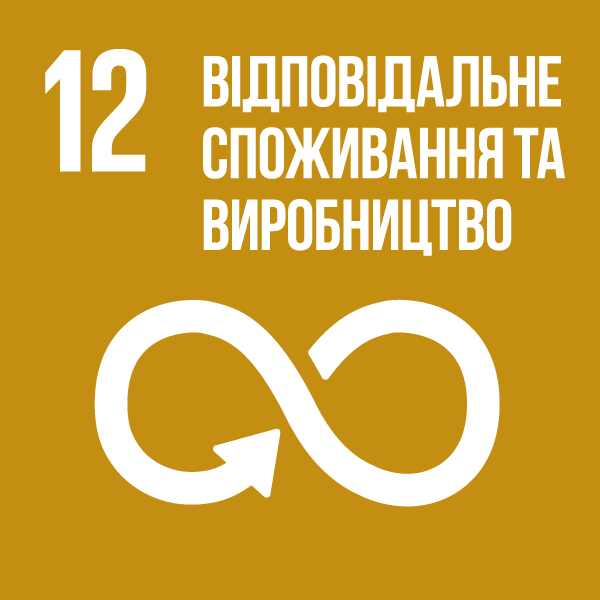
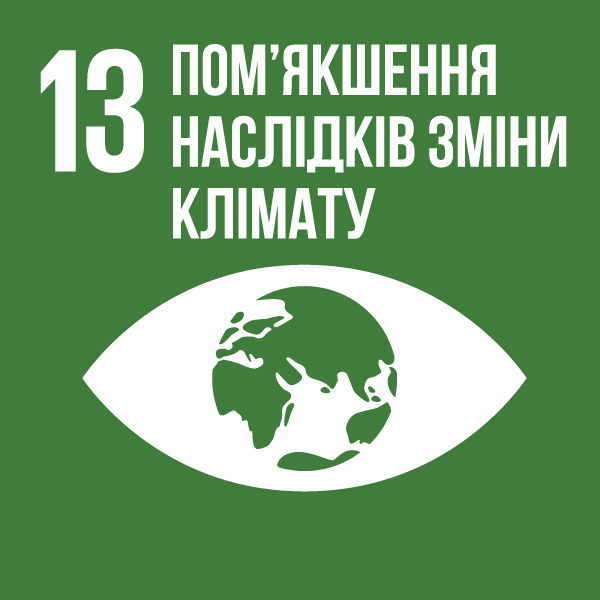
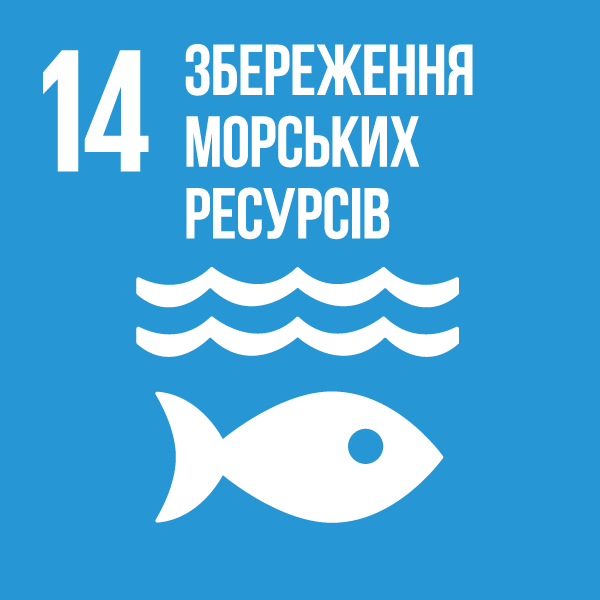
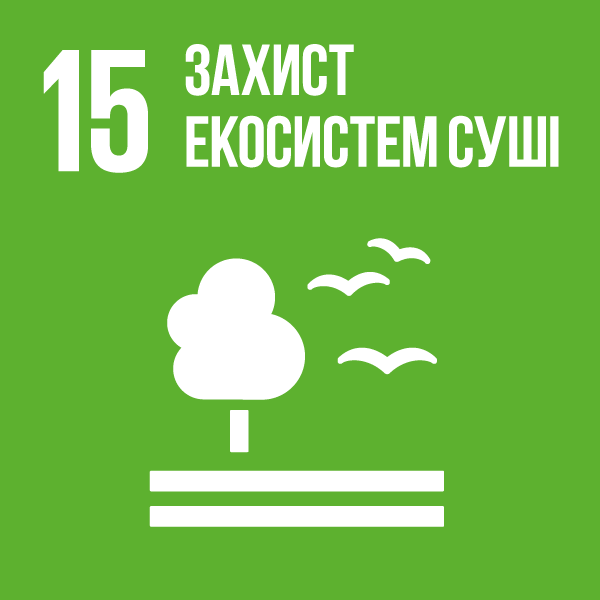
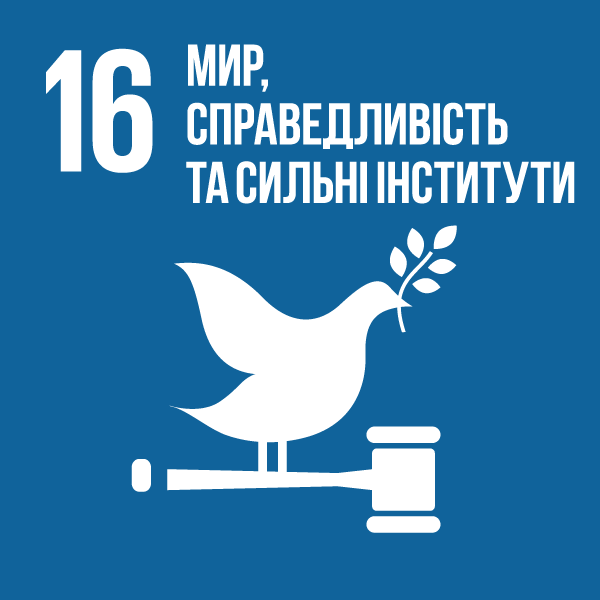
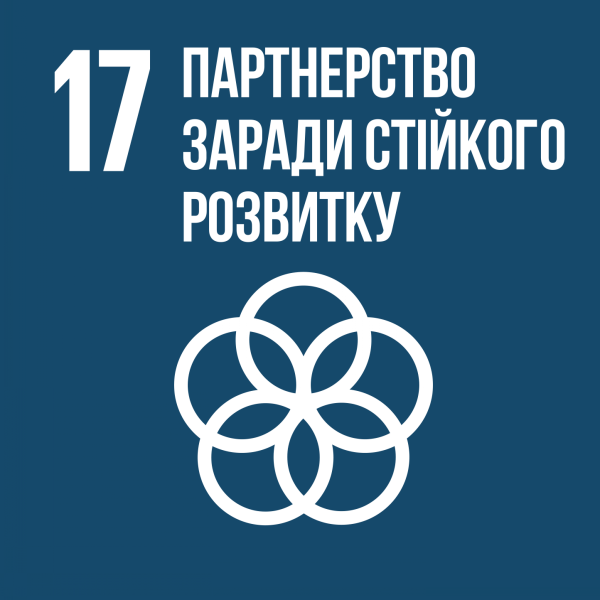

## Історія розвитку концепції

### 1980-ті
Автором інноваційної економічної теорії сталого розвитку, системно висвітленої в монографії «Поза зростанням: економічна теорія сталого розвитку» («англ. Beyond Growth. The Economics of Sustainable Development»), є провідний дослідник економічних аспектів забруднення довкілля, колишній економіст Світового банку Ґерман Дейлі. Спираючись на визначення Комісії ООН та науковий аналіз, Ґ. Дейлі логічно тлумачить термін «сталий розвиток» як означення гармонійного, збалансованого, безконфліктного прогресу всієї земної цивілізації, груп країн (регіонів, субрегіонів), а також окремо взятих країн нашої планети за науково обґрунтованими планами (методами системного підходу), коли в процесі неухильного інноваційного інтенсивного (а не екстенсивного) економічного розвитку країн одночасно позитивно вирішується комплекс питань щодо збереження довкілля, ліквідації експлуатації, бідності та дискримінації як кожної окремо взятої людини, так і цілих народів чи груп населення, у тому числі за етнічними, расовими чи статевими ознаками.
В 1980-х рр. почали говорити про екорозвиток, розвиток без руйнування, необхідність стійкого розвитку екосистем. «Всесвітня стратегія охорони природи» (ВСОП), прийнята в 1980 році за ініціативою ЮНЕП, Міжнародного союзу охорони природи (МСОП) і Всесвітнього фонду дикої природи вперше в міжнародному документі містила згадку стійкого розвитку. «Турбота про планету Земля — Стратегія стійкого життя» було другим виданням ВСОП і датується жовтнем 1991 р. У ній підкреслюється, що розвиток повинен базуватися на збереженні живої природи, захисті структури, функцій і різноманітності природних систем Землі, від яких залежать біологічні види. Для цього необхідно: зберігати системи підтримки життя (життєзабезпечення), зберігати біорізноманітність і забезпечити стійке використання поновлюваних ресурсів. З'явилися дослідження з екологічної безпеки як частини національної і глобальної безпеки.
У 1987 році в доповіді «Наше спільне майбутнє» Міжнародна комісія з довкілля і розвитку (МКНСР) під головуванням експрем'єра Норвегії Брундланд Г. Х. приділила основну увагу необхідності «сталого розвитку», як розвитку, який забезпечує потреби нинішнього покоління без завдання шкоди можливості майбутнього покоління задовольнити свої власні потреби. Це формулювання поняття «сталий розвиток» зараз широко використовується як базова в багатьох країнах. Крім того, вона стверджувала, що основна ідея людських суспільств має полягати в активізації пошуку кращого життя, добробуту.

### 1990-ті
Термін «сталий розвиток» на Конференції в Ріо-де-Жанейро у 1992 році в рамках прийняття «Порядку денного на XXI століття» визначався як «розвиток, що задовольняє потреби теперішнього часу, не ставлячи під загрозу здатність майбутніх поколінь задовольняти свої власні потреби». Всі наступні визначення поняття за основу брали саме це тлумачення сталого розвитку. Власне термін «сталий розвиток» має досить суперечливий характер. Дане поняття відповідає російському «постоянный / стабильный», тобто постійний/стабільний розвиток, проте у країнах СНД неабиякого поширення набув термін «устойчивое развитие» Англомовний оригінал розглянутого поняття — «sustainable development»- означає «підтримуваний розвиток». Досить цікавим є французький варіант цього терміна — «developpment durable» — «міцний/тривалий розвиток». У будь-якому випадку термін перекладається у значенні «сталий розвиток», хоч і породжує різне розуміння його змісту.
Ідеї сталого розвитку були офіційно проголошені на Міжнародній конференції з довкілля і розвитку в Ріо-де-Жанейро (Самміт Землі) United Nations Conference on Environment and Development (Earth Summit), Rio de Janeiro у 1992 році Ця конференція розглядала довкілля і соціально-економічний розвиток як взаємопов'язані і взаємозалежні галузі. У головному документі, прийнятому на цій конференції, «Порядку денному на XXI століття» (Agenda 21), що розглядався як програма всесвітнього співробітництва, сталий розвиток пов'язується з гармонічним досягненням наступних цілей:
- високої якості довкілля і здорової економіки для всіх народів світу,
- задоволенні потреб людей і збереженні сталого розвитку протягом тривалого періоду[11].

Відомо, що після Конференції в Ріо, попри всі декларації досягти рівноважного стану між економічним ростом, соціальною спільнотою та довкіллям, цього так і не сталось. Навпаки, ситуація погіршилась і ускладнюється з кожним днем. Хоча спроби подолати кризові явища в соціальній, економічній та екологічній сферах на різних рівнях соціо-еколого-економічних систем (глобальному, національному, регіональному та локальному) робились неодноразово. Це також підтверджують міжнародні конференції, присвячені досягненню сталого розвитку, що проводились впродовж останніх двох десятиліть.
У грудні 1997 року в Кіото (Японія) було підписано міжнародну угоду, що містить конкретні заходи зі скорочення викидів газів, що викликають парниковий ефект. Цю міжнародну угоду, що отримала назву Кіотський протокол, підписали представники 38 країн та ЄС. Цей документ міг стати першим ефективним інструментом стимулювання сталого розвитку на різних рівнях розвитку суспільства — від глобального до регіонального.
Боннська угода встановлювала також правила розрахунку викидів таких газів, схему торгівлі квотами на викиди між державами, систему контролю за виконанням зобов'язань підписантами Кіотського протоколу. Передбачалося, що підписання Кіотського протоколу відбудеться на саміті в Йоганнесбурзі в 2002 р. Проте. ключове питання — ратифікація Кіотського протоколу, на саміті в Йоганнесбурзі остаточно вирішене не було. Головною причиною стала невизначеність наукових знань про дію «парникових» газів на довкілля і глибокі розбіжності між учасниками відносно координуючих можливостей ринкових механізмів. В результаті Кіотський протокол набрав чинності лише в лютому 2005 року і його механізм, у тому числі, система міжнародної торгівлі квотами на викиди, в наш час[коли?] проходить лише першу практичну перевірку, натомість дія самого документа вичерпується у 2012 року.

### Початок XXI століття

Рейтинг регіонів України за рівнем сталого розвитку.

Досить важливим з точки зору стимулювання сталого розвитку були рішення, прийняті на Міжнародній конференції з фінансування розвитку (International Conference on Financing for Development). Конференція проходила у Монтерреї (Мексика) 18-22 березня 2002 року Глави держав і урядів країн світу, відзначаючи дефіцит ресурсів, закликали досягти інтернаціонально погоджених цілей розвитку, у тому числі тих, що містяться в Цілях Тисячоліття. Для цього вони запропонували використовувати такі інструменти: податкові важелі, інвестиції в економічну і соціальну інфраструктуру, розвиток ринків капіталу через банківські системи, проводити розсудливу бюджетну і грошову політику. Також зменшувати вплив інфляції, сприяти високим нормам економічного зростання, повній зайнятості, викоріненню бідності, ціновій стабільності.
Наступним етапом втілення ідей сталого розвитку на міждержавному рівні було проведення Світового саміту зі сталого розвитку (Саміт Землі 2002, Ріо+10) World Summit on Sustainable Development (Earth Summit 2002). Саміт являв собою зустріч керівників країн та урядів світу на найвищому рівні в Йоганнесбурзі з 26 серпня по 4 вересня 2002 року. Зустріч дала змогу об'єднати велику кількість інтересів, які представляли як голови держав та урядів, так і керівники та експерти від кожної з головних груп. В ній взяли участь понад 22 тис. людей, зокрема понад 8 тис. представників недержавних організацій, бізнесових структур та 4 тис. представників преси. На саміті було розглянуто результати, досягнуті країнами з виконання зобов'язань, взятих в 1992 та 1997 р., оцінено успіхи на шляху просування до сталого розвитку. Саміт у Йоганнесбурзі дав змогу визначити цілі, часові рамки і зобов'язання з широкого спектра питань, які покликані змінити життя у всіх регіонах світу, у тому числі, деякі нові цільові показники, пов'язані із забезпеченням базовими елементами санітарії, використанням і виробництвом хімічної продукції та ін. Найважливішим результатом зустрічі стало те, що міжнародні зобов'язання були доповнені низкою добровільних партнерських ініціатив зі сталого розвитку.
У процесі підготовки до зустрічі та на самій зустрічі було оголошено про більш як двісті партнерських пропозицій, зосереджених у багатьох вирішальних напрямках сталого розвитку у всіх регіонах світу. Для реалізації цих партнерств було виділено значні обсяги фінансування. В рамках самміту уряди країн прийняли два основні документи: Йоганнесбурзький план з імплементації та Йоганнесбурзьку декларацію зі сталого розвитку. На саміті було відмічено, що за минуле десятиліття рішення, прийняті з довкілля охорони і переходу до сталого розвитку, багато в чому виявилися не виконаними. Попри загальне економічне зростання, глобалізаційні процеси, що розвернулися, не принесли істотного поліпшення якості життя більшої частини людства, а допомога країнам, що розвиваються, скоротилася. Так, розвинені країни на фінансування заходів за рішенням екологічних проблем і розвиток виділяли бідним країнам світу в середньому не більше 0,3 % від ВВП замість рекомендованих ООН — 0,7 % (США, наприклад, відраховували засоби у розмірі 0,1 % ВВП). У той же час уряди розвинених держав продовжували субсидувати національних виробників. Причому бюджетні витрати зросли з 650 млрд дол. до 1,5 трлн дол. в рік. Цієї суми, як вважають експерти, сповна вистачало б для повного виконання заходів, намічених у порядку денному на XXI століття.
Для реалізації прийнятих в Йоганнесбурзі зобов'язань учасники саміту виступили з конкретними ініціативами. Так, США оголосили про виділення 970 млн дол. протягом трьох років на проєкти в області водопостачання і санітарії, про інвестування 90 млн дол. в 2003 році в програми сталого розвитку сільського господарства, про виділення 53 млн дол. на лісове господарство в період 2002—2005 роках Європейський союз оголосив про ініціативу «Вода для життя», яка передбачає залучення партнерів для вирішення завдань в області водопостачання і санітарії в основному в Африці і Центральній Азії, а також виступив з ініціативою партнерства в області енергетики з об'ємом інвестицій 700 млн дол. та ін. Десять основних електроенергетичних компаній «Європейської сімки» підписали з ООН документи про сприяння в технічній співпраці по розробці проєктів у сфері енергетики в країнах, що розвиваються. Тобто, рішення, ухвалені на саміті мали позитивний вплив на просунення ідей сталого розвитку, особливо з позицій його стимулювання.

## Дослідження сталого розвитку і його впливи
Надалі теоретичні дослідження щодо ідеї пошуку раціонального суспільного розвитку активізувалися. Різні аспекти проблеми стають предметом наукових дискусій. Економісти, які фокусують увагу на сталості, мають насамперед на увазі добробут, прибуток, нагромадження капіталу (Далі, Пеззі ін.). Значна увага приділяється застосуванню техніки екологічної оцінки (Пірс, Маркандіа, Барб'єр ін.). Дослідники-географи були зацікавлені в дослідженні того, які наслідки породжує сталий розвиток для планування використання земельних площ (Наесс, Оуенс, Рід ін.).
Вклад у розвиток сталого розвитку зроблений такими зарубіжними вченими як Лейзеровіч А. А., Кейтс Р. В., Перріс Т. М., Хулс Дж. М..
Бібліометричний аналіз наукових публікацій з питань звітності у сфері сталого розвитку проведено українськими науковцями 
Реакцією на заклопотаність вченими питаннями комплексного тривалого розвитку було створення у 70-80-х роках ХХ ст. міжнародних неурядових наукових організацій з вивчення глобальних процесів на Землі, таких як Міжнародна федерація інститутів перспективних досліджень (ІФІАС), Римський клуб (з його знаменитою доповіддю «Межі зростання»), Міжнародний інститут прикладного системного аналізу, а в СРСР — Всесоюзного інституту системних досліджень, проведення в 1972 році в Стокгольмі Конференції ООН з довкілля і створення Програма ООН з довкілля (UNEP). Відповідно до цього почали розвиватися екологічна політика і дипломатія, право довкілля, з'явилася нова інституційна складова — міністерства і відомства з довкілля.